# Gran Premi del Canadà de Motocròs 500cc
|  | Per a altres significats, vegeu «Gran Premi del Canadà de Motocròs». |

El Gran Premi del Canadà de Motocròs en la cilindrada de 500cc (anglès: 500 cc Grand Prix of Canada; francès: Grand Prix du Canada de Moto-Cross 500cc), abreujat GP del Canadà de 500cc, fou una prova internacional de motocròs que es va celebrar anualment al Canadà entre el 1975 i el 1986. Després del dels Estats Units, fou el segon Gran Premi puntuable per al Campionat del Món d'aquesta cilindrada que es va celebrar fora d'Europa.

## Edicions
| Població      | Municipi    | Província | Data usual     | De   | A    | Edicions |
| ------------- | ----------- | --------- | -------------- | ---- | ---- | -------- |
| Copetown      | Hamilton    | Ontario   | Al juny        | 1975 | 1975 | 1        |
| Mosport       | Bowmanville | Ontario   | Al juny        | 1976 | 1977 | 2        |
| Hamilton      | Hamilton    | Ontario   | Al juny        | 1979 | 1979 | 1        |
| Saint Gabriel | D'Autray    | Quebec    | Al juny        | 1980 | 1982 | 2        |
| Chatsworth    | Chatsworth  | Ontario   | Al juny-juliol | 1984 | 1986 | 2        |
| Total         | 5           |           |                |      |      | 8        |

## Palmarès
Font:
| Edició | Any  | Lloc          | Data            | Guanyador         | Guanyador     |
| ------ | ---- | ------------- | --------------- | ----------------- | ------------- |
| I      | 1975 | Copetown      | 28-29 de juny   | Pierre Karsmakers | Honda         |
| II     | 1976 | Mosport       | 26-27 de juny   | Gerrit Wolsink    | Suzuki        |
| III    | 1977 | Mosport       | 25-26 de juny   | Heikki Mikkola    | Yamaha        |
|        | 1978 | No es disputà | No es disputà   | No es disputà     | No es disputà |
| IV     | 1979 | Hamilton      | 16-17 de juny   | Gerrit Wolsink    | Suzuki        |
| V      | 1980 | Saint Gabriel | 28-29 de juny   | Håkan Carlqvist   | Yamaha        |
|        | 1981 | No es disputà | No es disputà   | No es disputà     | No es disputà |
| VI     | 1982 | Saint Gabriel | 26-27 de juny   | André Vromans     | Suzuki        |
|        | 1983 | No es disputà | No es disputà   | No es disputà     | No es disputà |
| VII    | 1984 | Chatsworth    | 30j-1 de juliol | Georges Jobé      | Kawasaki      |
|        | 1985 | No es disputà | No es disputà   | No es disputà     | No es disputà |
| VIII   | 1986 | Chatsworth    | 21-22 de juny   | André Malherbe    | Honda         |

1. ↑  Pierre Karsmakers corria amb llicència dels EUA el 1975, motiu pel qual diverses fonts el documenten com a nord-americà.

## Estadístiques

### Guanyadors múltiples
| Pilot          | Victòries |
| -------------- | --------- |
| Gerrit Wolsink | 2         |

### Victòries per país
| País          | Victòries |
| ------------- | --------- |
| Països Baixos | 3         |
| Bèlgica       | 3         |
| Finlàndia     | 1         |
| Suècia        | 1         |
| Total         | 8         |

### Victòries per marca
| Marca    | Victòries |
| -------- | --------- |
| Suzuki   | 3         |
| Honda    | 2         |
| Yamaha   | 2         |
| Kawasaki | 1         |
| Total    | 8         |